# María Juliana Ruiz

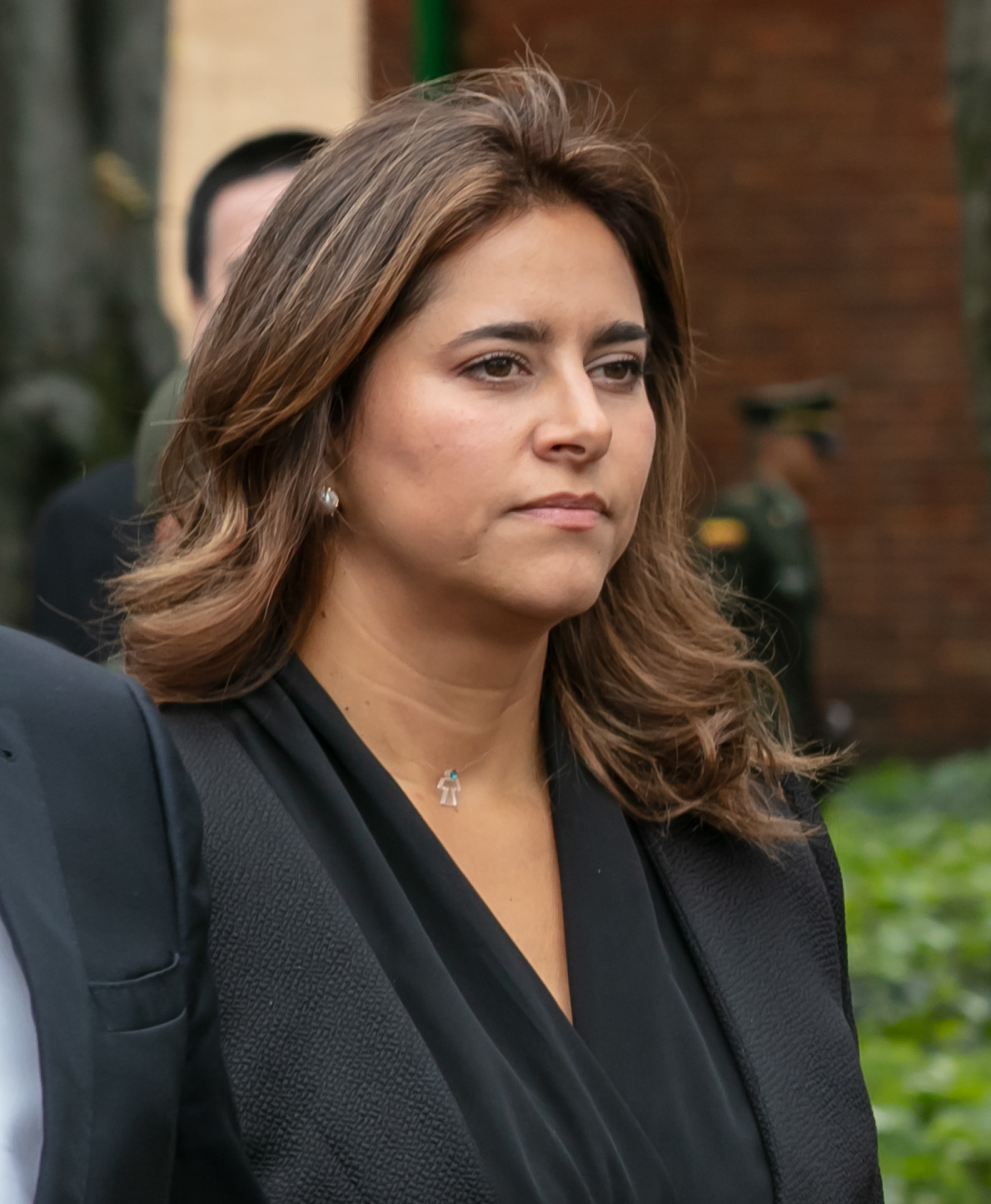
María Juliana Ruiz (2020)

María Juliana Ruiz Sandoval (* 23. Mai 1978 in Bogotá) ist eine kolumbianische Juristin, Sekretärin, Funktionärin und die Ehefrau des ehemaligen  kolumbianischen Präsidenten Iván Duque.  Als solche war sie zwischen dem 7. August 2018 und 7. August 2022 Primera Dama Kolumbiens.

## Leben und Wirken
Ruiz wurde 1978 in Bogotá als Tochter von Luis Fernando Ruiz und Gloria Sandoval geboren. Sie absolvierte ihr Grundstudium an der Marymount School und ging später an die Päpstliche Universität Xaveriana, wo sie Rechtswissenschaft studierte. Danach zog sie nach Paris, um am Institut Catholique de Paris zu studieren. Einige Jahre später zog sie nach Washington, D.C., wo sie am Washington College of Law der American University einen Master of Laws mit dem Schwerpunkt International Business erwarb. In Washington lebend, gelang es Ruiz, sich beruflich bei der Organisation Amerikanischer Staaten zu engagieren, wo sie mehr als ein Jahrzehnt lang zunächst in verschiedenen Funktionen und später unter der Leitung des Generalsekretärs und des stellvertretenden Generalsekretärs Projekte und Kommissionen der Organisation leitete. Nach ihrer Erfahrung in den Vereinigten Staaten kehrte sie in ihr Heimatland zurück, um der Shaio-Klinik beizutreten, wo sie als Generalsekretärin diente, bis sie 2018 zur First Lady des Landes wurde, als ihr Ehemann Iván Duque Márquez zum Präsidenten Kolumbiens gewählt wurde und damit die Nachfolge von Juan Manuel Santos antrat. Von ihrer Position aus leitete Ruiz verschiedene soziale Projekte, vor allem die Große Allianz für Ernährung, eine Initiative, die die Auswirkungen der Unterernährung von Kindern im Land lindern soll.

## Trivia
Mit ihrem Ehemann Iván Duque, den sie am 15. Februar 2003 heiratete, bekam sie drei Kinder namens Luciana, Eloísa und Matías. Während der COVID-19-Pandemie in Kolumbien wurde sie am 25. November 2020 positiv auf COVID-19 getestet, war jedoch asymptomatisch.